# مايكل سيل
مايكل سيل (بالإنجليزية: Michael Sell)‏ مواليد 23 أغسطس 1972 في بيركيلي، كاليفورنيا، هو لاعب كرة مضرب أمريكي سابق بدأ مسيرته كمحترف سنة 1995 وكان يلعب باليد اليمنى. أعلى تصنيف له في الفردي كان المركز الـ 136 في سنة 1998. أعلى تصنيف له في الزوجي كان المركز الـ 83 في سنة 1998.

## النهائيات

### الفردي: (3)
| الرقم | السنة | الدورة                   | الأرضية | المنافس في النهائي | النتيجة في النهائي |
| ----- | ----- | ------------------------ | ------- | ------------------ | ------------------ |
| 1.    | 1997  | برونكس، الولايات المتحدة | صلبة    | جانلوكا بوتزي      | 3–6, 6–4, 6–3      |
| 2.    | 1997  | سيدونا، الولايات المتحدة | صلبة    | غلين وينر          | 6–4, 6–4           |
| 3.    | 1999  | بويبلا، المكسيك          | صلبة    | اليخاندرو هرنانديز | 7–6(7–5), 7–5      |